# 선남면
선남면(船南面)은 대한민국 경상북도 성주군의 면이다. 넓이는 67.15km2이고, 인구는 2021년 12월기준으로 6,110명이다. 성주대교를 통해 대구광역시 달성군 하빈면과 만난다.
조선시대 성주군을 중심으로 남쪽에 위치한 지역으로 낙동강을 이용한 교통수단이 성주목의 유일한 방법이었으며, 포구 역할을 한 곳이 백석진, 하산진으로 배 "선"자를 따서 선남이라 칭하게 되었다.

## 행정 구역
- 용신리(龍新里)
- 도흥리(道興里)
- 도성리(道成里)
- 선원리(仙源里)
- 성원리(星元里)
- 소학리(巢鶴里)
- 장학리(壯學里)
- 동암리(東巖里)
- 취곡리(翠谷里)
- 신부리(新夫里)
- 문방리(文方里)
- 오도리(吾道里)
- 관화리(官花里)
- 유서리(柳西里)
- 명포리(明浦里)

## 교육
- 선남초등학교 (관화리)
- 도원초등학교 (소학리)
  - 선남동부분교 (폐교) - 선남면 선노로 678 (용신리)
- 명포초등학교 (폐교) - 선남면 본성로 505 (명포리)
- 명인중학교 (도성리)
- 명인고등학교 (도성리)